# Jacques Joseph Marie Decroix
Pour les articles homonymes, voir Decroix.
Œuvres principales
- L'Ami des arts, ou justification de plusieurs grands hommes (1776)

Jacques Joseph Marie Decroix, né le 15 mars 1746 à Lille et mort le 28 juin 1826 dans la même ville, est un avocat, homme de lettres et collectionneur. Grand amateur de la musique de Rameau, il constitue une importante collection de partitions manuscrites et de livrets. Admirateur de Voltaire, il joue un rôle éditorial important dans l'édition de ses Œuvres complètes.

## Biographie
Son père, Jacques-Marie Decroix, issu d'une lignée de marchands de drap depuis le XVIe siècle, devient avocat puis procureur au bureau des finances de Lille.
Jacques-Joseph-Marie semble avoir fait des études à Paris. II est lui aussi avocat, receveur du chapitre de Saint-Pierre jusqu'en 1784, trésorier de France au bureau des finances de Lille de 1770 à 1776, puis conseiller-secrétaire du roi en la chancellerie de Flandre. Ces charges lui rapportent de confortables revenus,. Celle de receveur à Saint-Pierre lui rapporte 4 500 francs par an, il possède rue Royale une maison dont un orage a brisé « deux ou trois cents carreaux », il a « des fermiers » et perd 10 000 francs investis, sur les conseils de Beaumarchais, dans une « verrerie d'un genre nouveau. »
Critique envers Louis XVI, admirateur de la politique anticléricale de Joseph II aux Pays-Bas, il semble effrayé par la Révolution.

## Voltaire
Passionné par Voltaire, Decroix joue un rôle éditorial important dans la préparation de l'édition de Kehl de ses Œuvres complètes. En 1775, il publie un volume intitulé L'Ami des arts, ou justification de plusieurs grands hommes dans lequel il plaide pour une meilleure connaissance de Voltaire par le rétablissement de l'intégrité de son œuvre, y compris sa correspondance.
La même année, son ami d'enfance l'éditeur Charles-Joseph Panckoucke lui propose de collaborer à ce projet dont il est à l'initiative. Decroix accepte, sous réserve de « rester absolument inconnu », et de travailler sous la direction d'« un homme de lettres plus capable de diriger en chef une entreprise littéraire de cette conséquence ». Ce sera Condorcet.
En octobre 1777, ils rendent tous deux visite à Voltaire à Ferney, pour lui présenter le plan de l'édition préparé par Decroix, et recueillir son assentiment pour la publication de toutes ses œuvres, y compris celles parues de manière anonyme ou sous pseudonyme. Ce plan est accepté par Voltaire, mais sera remanié ensuite.
Decroix ne cesse de rassembler des documents, lettres et poèmes épars, de relire et annoter les épreuves pendant toute la durée de la préparation de l'édition de Kehl, dont le dernier volume paraît en 1790.
Jusqu'à sa mort, il continue à rassembler des textes, des errata, et de collaborer à presque toutes les éditions de Voltaire, en particulier à celle de Beuchot, qui commence à paraître en 1831, et pour laquelle il a réussi à obtenir les documents en possession de Wagnière, le dernier secrétaire de Voltaire, qui les avait refusés à Condorcet.

## Rameau
Peut-être Decroix est-il venu à Rameau grâce à Voltaire, s'interroge Laurence Decobert. Decroix compare en tout cas leur destinée dans son Ami des arts, et place au premier rang des « hommes de génie du dix-huitième siècle » ceux qui avaient composé ensemble l'opéra Samson, jamais représenté à cause de la censure.
Sa collection est riche d'une centaine de pièces. Ses fleurons sont un ensemble de dix manuscrits des principaux opéras, copiés par Nicolas-Antoine Bergiron de Briou, ainsi que des copies de Castor et Pollux, des Fêtes d'Hébé, du Temple de la gloire et de Zoroastre, réalisées par Pierre-Montan Berton. Decroix copie également lui-même  des pièces inédites transmises par le fils du compositeur, Claude-François Rameau, puis par sa veuve.
Sa collection « joyau du département de la Musique » et quasi complète, est donnée en 1843 à la Bibliothèque Royale par ses héritiers.

## Œuvres
- Instructions pour la copie des variantes de Zoroastre de Jean-Philippe Rameau (manuscrit autographe)  (Au r°, titre : "Amelie ou le Duc de foix // Tragédie" (de Voltaire). - Au verso, instructions pour la copie du volume des variantes de Zoroastre ; les numéros de pages se réfèrent à un exemplaire de l'édition de 1749 avec ajouts manuscrits de Decroix), 1749 (lire en ligne)
- Almanzor , tragédie, par M. Vieillard de Boismartin, représentée pour la première fois sur le théâtre de Rouen le 2 juillet 1771., Rouen, Behourt, 1771 (lire en ligne)
- L'ami des arts ou Justification de plusieurs grands hommes, 1776 (lire en ligne)
- La Mort de Voltaire, ode suivie de l'Éloge de ce grand homme par M. Palissot, avec la tragédie d'Ériphile que l'auteur ne voulut pas faire imprimer de son vivant et autres pièces pour servir de suite aux Mémoires et anecdotes de cet homme illustre,, 1780 (lire en ligne)
- Commentaire sur le théâtre de Voltaire , par M. de La Harpe, imprimé d'après le manuscrit autographe... recueilli et publié par *** [Decroix], 1814 (lire en ligne)
- « Notice Rameau », dans Michaud, Biographie ancienne et moderne, 1773-1858 (lire en ligne)[11]